# Spilosoma madagascariensis
Spilosoma madagascariensis är en fjärilsart som beskrevs av Butler 1882. Spilosoma madagascariensis ingår i släktet Spilosoma och familjen björnspinnare. Inga underarter finns listade i Catalogue of Life.